# 陳謨 (元朝)
陳謨（1295年—1388年），字一德、號心吾，江西行省吉安路太和州（今江西省泰和縣）人，元朝文學家、政治人物。
早年就非常博學，但卻隱居不求當官。洪武初年，明太祖朱元璋下旨請求其到京師，并賜坐議學。當時大學士宋濂、待制王禕請求留用擔任國學師，陳謨卻以病請辭歸鄉，著有《海桑集》。有孫甥楊士奇、裔孫陳邦祥。